# Кепез (Чанаккале)
Кепез (тур. Kepez) — город в Турции, пригород Чанаккале. Расположен у одноимённого мыса (Kepez Burnu) на азиатском берегу пролива Дарданеллы, к югу от Чанаккале. Относится к району Чанаккале в иле Чанаккале.

## История
К югу от Кепеза находился древний город Дардан. К северу от города Дардан находится тумулус (Dardanos tumulus). В конце 1959 года случайно был открыт и раскопан вход в монументальную гробницу, построенную из хорошо отесанных каменных блоков. Она состоит из крытого дромоса длиной 5,20 м, передней комнаты и погребальной камеры. Размеры камеры 3,23×3,65 м. Боковые стены её в нижней своей части вертикальные на высоту 1,48 м, выше — наклонные, образуют двускатное перекрытие. Пол вымощен каменными плитами. Погребённые лежали на каменных скамьях. Погребальный инвентарь состоял из ваз, стеклянных сосудов, терракот, ювелирных изделий. Помимо трупоположений есть погребения с кремацией. Всего в этой гробнице обнаружено 25 погребений классического, эллинистического и римского периодов (IV—II вв. до н. э.). Среди важнейших находок терракота Афродиты — копия Афродиты Книдской, расписанная белой краской и датируемая II веком до н. э. Также найдены фигурки Эроса. Находки выставлены в Археологическом музее Чанаккале.
Кепез основан турками, переселившимся из Княжества Болгария после Русско-турецкой войны 1877—1878 гг. В прошлом Кепез назывался Хамидие (Гамидие, Hamidiye — «принадлежащий Хамиду»).